# جائزة المجر الكبرى 1997
جائزة المجر الكبرى 1997 (بالمجرية: 1997-es Formula–1 magyar nagydíj)‏ هو سباق فورمولا 1
أقيم بتاريخ 10 أغسطس 1997 في حلبة المجر، المجر، وأحد سباقات بطولة العالم لسباقات الفورمولا واحد موسم 1997، وكان أول المنطلقين مايكل شوماخر.
فاز بالمركز الأول  جاك فيلنوف، وكان صاحب أسرع لفة هاينز هارالد فرينتزين.